# Дикое (озеро, Червенский район, бассейн реки Уса)
Дикое (бел. Дзікае) — озеро в Белоруссии. Находится в Червенском районе Минской области, относится к бассейну реки Уса.

## Общие сведения
Озеро располагается примерно в 16 км на северо-востоке от города Червеня, примерно в 1,1 км в этом же направлении от деревни Вишенька, на луговом болоте. Местность вокруг озера равнинная, заросшая лесом и кустарником, местами болотистая. Берега озера низкие, достаточно сильно заболочены, на них произрастают кустарниковая и болотно-луговая растительность. Площадь озера составляет примерно 0,14 км², длина — 0,52 км, ширина — 0,35 км, длина береговой линии — примерно 1,2 км. Озеро сточное — на юге из него вытекает река Уса. На севере озеро соединяется узкой протокой с системой мелиоративных каналов, а через неё — с реками Гать и Уша

## Фауна
В озере обитают такие виды рыб, как карась, линь, окунь, щука, плотва, лещ и другая рыба..

## Туризм
На озере организуется платное рыболовство.